# Ring Modulator

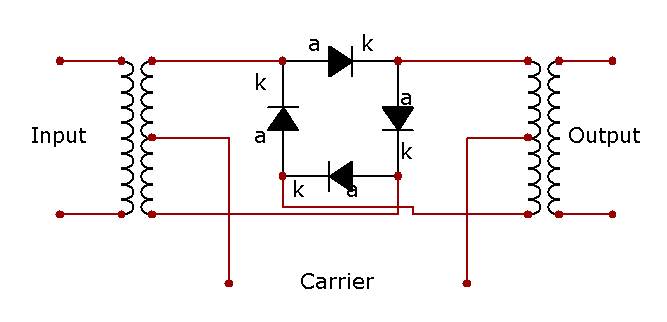
Schéma d'un ring modulator.

Le ring modulator (modulateur en anneau) est un effet audio de modulation utilisant un oscillateur pour créer une onde sinusoïdale, qui est ensuite multipliée avec le signal de départ (celui d'une guitare par exemple) pour produire de nouvelles harmoniques. C'est aussi un effet que l'on retrouve sur de nombreux synthétiseurs, où, avec le principe de la synthèse FM, un oscillateur est utilisé pour en moduler un autre, ce qui produit des sons de cloche caractéristiques.